# Кучібогвак (національний парк)
 Національний парк Кучібогвак  (англ. Kouchibouguac National Park, фр. Parc national de Kouchibouguac) — національний парк Канади, заснований у 1969 році в провінції Нью-Брансвік. У перекладі з мови Мікмаків, Кучібогвак означає «Річка довгих припливів і відпливів».
Парк площею 239 км² розташований на східному узбережжі Нью-Брансвіка над протокою Нортумбрії, частиною Затоки Святого Лаврентія.
Найвища частина парку — 30 м над рівнем моря.
- лісів: 13 407 гектарів (54 % площ парку)
- торфових боліт: 4970 гектарів (21 % площ парку)
- широких гирл річок: 4275 гектарів (18 % площ парку)
- солоних боліт: 688 гектарів (3 % площ парку)
- островів: 495 гектарів (2 % площ парку)
- прісноводних територій: (1 % площ парку)

До трьох річок парку відносяться:
- Річка Чорна (англ. Black River)
- Річка Кучібогвак (англ. Kouchibouguac River)
- Річка Сент-Луїс (англ. Saint-Louis River)